# میرزا علی‌اکبر مرندی
میرزا علی‌اکبر مرندی (زاده ۱۲۷۶ شمسی درگذشته ۱۳۷۳ شمسی) فرزند ملاعلی، مجتهد و عارف شیعه و از شاگردان سلوکی سید علی قاضی بود.

## تحصیلات
وی در تبریز از آیت‌الله انگجی (مرجع وقت) در فقه بهره برد و به سال ۱۳۰۴ شمسی راهی نجف گردید و در آنجا با علامه طباطبائی و برادرش سید محمدحسن الهی طباطبایی به مدت ده سال هم حجره بوده‌است.

## اساتید نجف
او در نجف از مراجع وقت مانند سید ابوالحسن اصفهانی ، میرزای نائینی ، آقا ضیاءالدین عراقی ، آیت الله کمپانی و آیت الله سید حسین بادکوبه ای ، آیت الله علی ایروانی بهره‌های علمی برد ؛ و از سید ضیاء و اصفهانی اجازهٔ اجتهاد گرفت. در امور معنوی نیز از شاگردان خاص سید علی قاضی بود و نیز از شیخ علی زاهد قمی فیوضات اخلاقی برد. او در زمان غیاب آقای قاضی برای نماز جماعت به اصرار سایر شاگردان امامت نماز را بر عهده می گرفت.
او با همه مشکلاتی که در نجف داشت علاقه مند بود که همانجا بماند و تعریف می کرد : «بعضی شب ها در عالم رؤیا می دیدم که از نجف اشرف به زادگاه خود برگشته ام ، ناگهان سراسیمه از خواب می پریدم و وقتی متوجه می شدم که این بیش از یک خواب و رؤیا نبوده و من همچنان در نجف هستم سر به سجده شکر می گذاردم و خداوند منان را سپاس می گفتم.»

## بازگشت به تبریز
مرندی در سال ۱۳۲۰ شمسی به تبریز رجعت کرد و به تدریس مشغول شد و سپس مدت مدیدی در مرند اقامت نمود و به تدریس و ارشاد معنوی پرداخت.

## درگذشت
وی در ساعت ۰۳:۱۵ بامداد ۹ فروردین ۱۳۷۳ خورشیدی در سن100 سالگی درگذشت. آرامگاه او در امامزاده احمد شهر مرند واقع شده‌است.

## نقل قول‌ها
از گفته‌های آیت‌الله مرندی: «عرفان امام خمینی بسیار بلند است، بنده عرفانی به این بلندی و صدارت ندیده‌ام»
آیت‌الله بهجت دربارهٔ آیت‌الله مرندی گفته بود: «در خطه آذربایجان کسی مهذب‌تر از میرزا علی‌اکبر مرندی نیست.»